# DM i svæveflyvning 2021
Danmarksmesterskabet (DM) i svæveflyvning 2021 gennemførtes af to omgange fra Svæveflyvecenter Arnborg i perioderne 13. - 23. maj og 31. juli - 8. august 2021.
Første periode havde en rekordstor deltagelse med 72 fly, men var præget af dårligt vejr med kraftig blæst, lavt skydække og regn. Dog lykkedes det at gennemføre tre - fire konkurrencedage i hver af klasserne, hvorved konkurrencen blev gyldig. Det var første gang de nye flytyper Schleicher AS 33, Schempp-Hirth Ventus-3 og Jonker JS-3 Rapture mødtes i konkurrencesammenhæng; sidstnævnte vandt to af klasserne, men resultatet skal grundet det svage vejr tolkes med forsigtighed.
Anden periode med junior-klassen gennemførtes sammen med Sun-Air Cup i et vejr, som ikke var bedre: Alle klasser måtte nøjes med tre gyldigt konkurrencedage. Alle de 50 pladser, som konkurrencen tillod, var i brug.

## Vindere
Konkurrencen havde følgende klassevindere::10-11
- For 18-meter klasse: Arne Boye-Møller fra Svæveflyveklubben SG-70 i en Jonker JS-3 Rapture[3]
- For klubklasse: Rasmus Ørskov fra Svæveflyveklubben SG-70 i en Schleicher ASW 20[4]
- For 15-meter klasse: Henrik Breidahl fra Øst-Sjællands Flyveklub i en Jonker JS-3 Rapture[5]
- For standardklasse: Jan Jørgensen fra Midtsjællands Svæveflyveklub i en Rolladen Schneider LS8[6]
- For 2-sædet klasse: Skov & Hoelgaard fra Svæveflyveklubben SG-70, Herning Svæveflyveklub i en Schempp-Hirth Arcus[7]
- For junior-klasse: Mathias Valentin fra Svæveflyveklubben SG-70 i en Rolladen Schneider LS8[8]